# Acutelinopteridius
Acutelinopteridius är ett släkte av skalbaggar som ingår i familjen långhorningar.

## Arter
- Acutelinopteridius minutus
- Acutelinopteridius mohelianus